# Escuela Naval (Uruguay)
La Escuela Naval (ESNAL) es un instituto de formación de oficiales de la Armada Nacional y de la Marina Mercante de Uruguay. Se encuentra ubicado en Miramar 1643, Carrasco, Montevideo.

## Historia
En un principio los oficiales de la Armada se formaban en la Escuela Militar del Ejército Nacional. No fue hasta el 12 de diciembre de 1907, cuando finalmente es creada la Escuela Naval. 
Es el único instituto del país que otorga el título de Oficial de la Armada Nacional o de la Marina Mercante, egresando como Guardiamarinas y como Segundos oficiales para cada carrera, respectivamente; también se dictan cursos de formación y titulación para gente de mar, según las normativas de la Organización Marítima Internacional (OMI). En la Escuela Naval se pueden cursar quinto y sexto de educación secundaria, el Bachillerato Naval.
Su actual director es el Capitán de Navío Víctor Ruíz.

## Sede
La actual sede de la Escuela Naval, es el antiguo Hotel Casino Miramar, obra del arquitecto Juan Antonio Scasso.

## Sistema educativo

### Educación media superior
El Bachillerato Naval (Liceo N.º 98 de Montevideo), brinda la opción de cursar segundo y tercer año de bachillerato en las orientaciones humanístico y científico.

### Educación militar

#### Oficial de la Armada Nacional
El plan de estudio consta de cuatro años en régimen de internado, pudiendo escoger especializarse en el Cuerpo General, el Cuerpo de Prefectura, el Cuerpo de Ingenieros en Máquinas y Electricidad o el Cuerpo de Aprovisionamiento y Administración. Los Oficiales que aprueben una tesis obtienen el título de Licenciado en Sistemas Navales

#### Oficial de la Marina Mercante
El plan de estudio consta de cuatro años en régimen externo, teniendo la opción de especializarse como Piloto Mercante o Ingeniero Mercante. Los graduados que aprueben una tesis obtienen la Licenciatura de Sistemas Náuticos

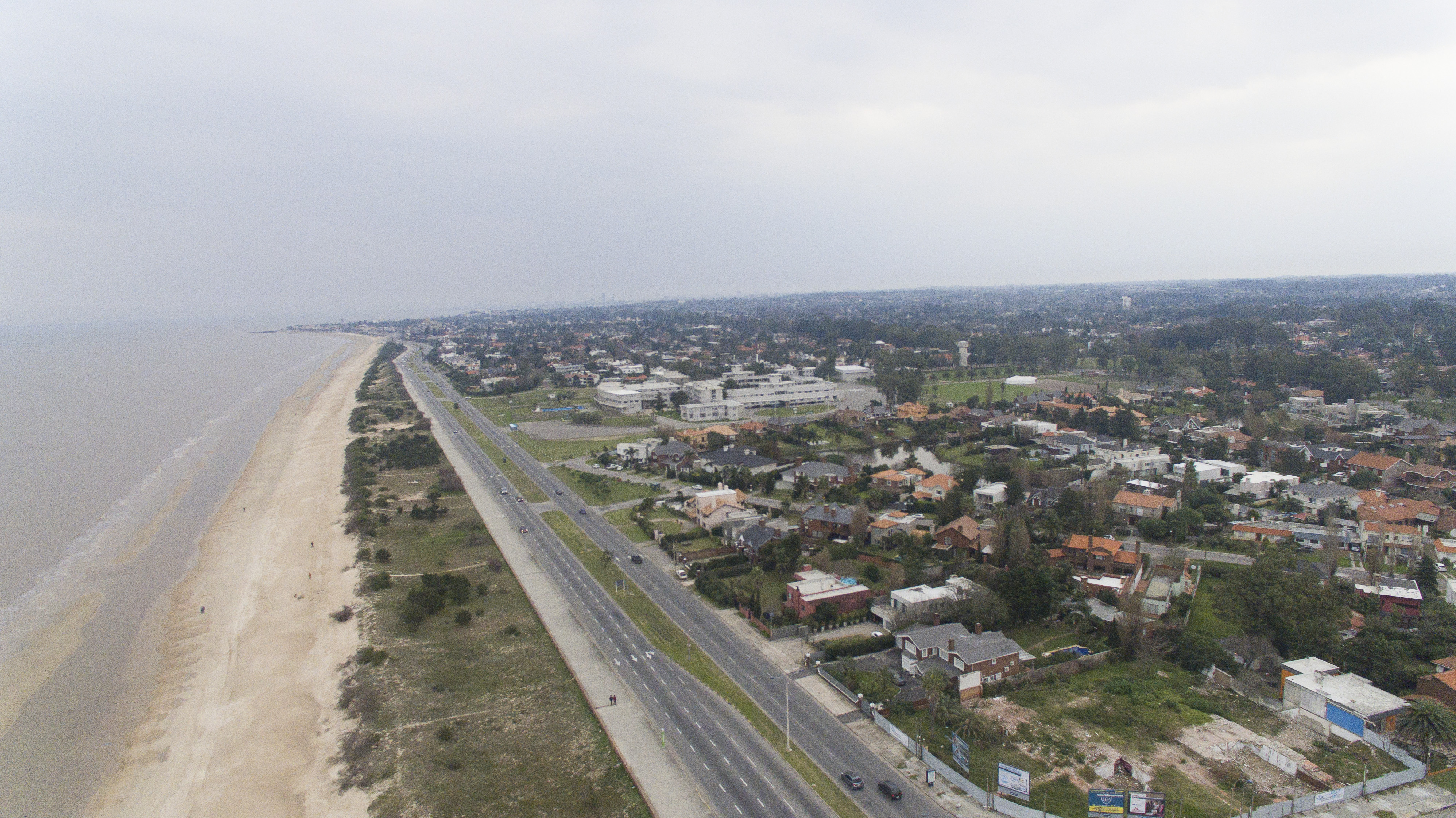
Escuela Naval, toma aérea, Montevideo, Uruguay.